# Peder Syv

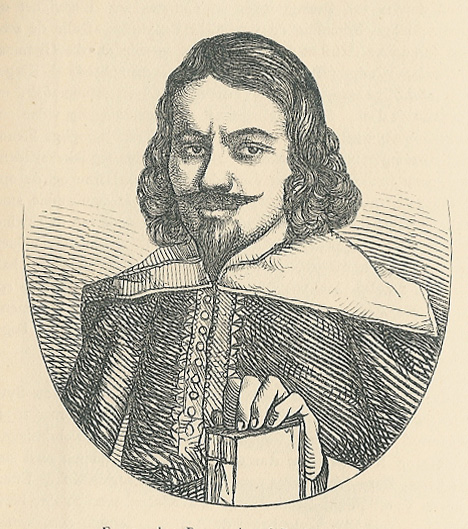
Portret van Peder Syv uit 1886, naar een schilderij uit de Hellested Kirke

Peter Syv (Syv bij Roskilde, 22 februari 1631 - Hellested, 17 februari 1702) was een Deens filoloog en taalkundige. 
Hij stamde uit een oud geslacht van rijke boeren. Na onder andere pedagogiek en theologie te hebben gestudeerd begon Syv in 1663 met het publiceren van verhandelingen over zijn moedertaal. Dankzij zijn onderzoek kon hij ook het Hundredvisebog van Andersen Sørensen Vedel verbeteren. 

## Werken (selectie)
- Nogle betenkninger om det Cimbriske Sprog (1663)
- Den danske Sprog-Kunst eller Grammatica (1633)
- Almindelige Danske Ordsprog og korte lærdomme (1682/1688)